# Segue 2
Segue 2 és una galàxia nana esferoïdal situada a la constel·lació d'Àries i descoberta el 2009 a les dades obtingudes per l'Sloan Digital Sky Survey. La galàxia és localitzada a la distància d'aproximadament 35 kpcs (35.000 parsecs (110.000 a.l.)) del Sol i s'apropa cap al Sol amb una velocitat de 40 km/s. És classificada com a galàxia nana esferoïdal (dSph) és a dir, que té una forma aproximadament rodona amb un radi llum mitjà d'uns 34 pc.
El nom es deu al fet que el programa SEGUE el va trobar, l'Sloan Extension for Galactic Understanding and Exploration. Segue 2 és un dels més petits i tènues satèl·lits de la Via Làctia, la seva lluminositat integrada és aproximadament 800 vegades la del Sol (magnitud absoluta visible d'uns -2,5), molt inferior a la lluminositat de la majoria dels cúmuls globulars. Tanmateix, la massa de la galàxia - d'unes 550.000 masses solars - és substancial, corresponent a la Relació massa/lluminositat d'uns 650.
La població estel·lar de Segue 2 consisteix principalment de les estrelles velles formades fa més de 12 bilions d'anys. La metal·licitat d'aquestes estrelles velles és també molt baixa [Fe/H] < −2, cosa que significa que contenen com a mínim 100 vegades menys elements pesants que el Sol. Les estrelles de Segue 2 eren probablement entre les primeres estrelles en formar-se a l'Univers. Actualment, no hi ha cap formació estel·lar en Segue 2.
Segue 2 és localitza prop de la vora del corrent estel·lar de Sagitari i a la mateixa distància. Pot ser que abans fos un satèl·lit de la galàxia nana el·líptica de Sagitari o el seu cúmul estel·lar. El juny de 2013 l'Astrophysical Journal va informar que el Segue 2 estava unit a la matèria fosca. Se suposa que existeixen al voltant de 1.000 estrelles dins de la galàxia